# 德羅茲登
德羅茲登（羅馬化：Drozdyn'）是烏克蘭西北部羅夫諾州薩爾內區的村莊，2020年前由羅基特內區負責管轄。該村始建於1700年，面積53.9平方公里，海拔高度143米，2001年人口1,695，人口密度每平方公里31.5人。